# Tenis ziemny na Igrzyskach Śródziemnomorskich 1997
Tenis ziemny na Igrzyskach Śródziemnomorskich 1997 – turniej tenisowy, który był rozgrywany w dniach 14–19 czerwca 1997 roku podczas igrzysk śródziemnomorskich w Bari. Zawodnicy zmagali się na obiektach Circolo Tennis di Bari. Tenisiści rywalizowali w czterech konkurencjach: singlu i deblu mężczyzn oraz kobiet.

## Medaliści
| Konkurencja             | Złoty medal                              | Srebrny medal                       | Brązowy medal                    |
| gra pojedyncza mężczyzn | Vincenzo Santopadre                      | Alberto Martín                      | Fernando Vicente                 |
| gra pojedyncza kobiet   | Tathiana Garbin                          | Maria Paola Zavagli                 | Ana Alcázar                      |
| gra podwójna mężczyzn   | Vincenzo Santopadre Gabrio Castrichella  | Iztok Božič Borut Urh               | Alberto Martín Fernando Vicente  |
| gra podwójna kobiet     | Christína Papadáki Christina Zachariadou | Tathiana Garbin Maria Paola Zavagli | Duygu Akşit Oal Gülberk Gültekin |

### Tabela medalowa
| Miejsce | Państwo   |   |   |   | Razem |
| ------- | --------- | - | - | - | ----- |
| 1       | Włochy    | 3 | 2 | 0 | 5     |
| 2       | Grecja    | 1 | 0 | 0 | 1     |
| 3       | Hiszpania | 0 | 1 | 3 | 4     |
| 3       | Słowenia  | 0 | 1 | 0 | 1     |
| 5       | Turcja    | 0 | 0 | 1 | 1     |
|         | Razem     | 4 | 4 | 4 | 12    |